# Simonetta Leoncini
Simonetta Leoncini (...) è una costumista italiana, vincitrice di un Ciak d'oro per i migliori costumi per La valle di pietra.

## Biografia
Disegnatrice e stilista, si laurea nel 1975 al DAMS di Bologna. Allieva di Anna Anni, diventa professionista nel 1986.

## Filmografia

### Cinema
- La seconda notte, regia di Nino Bizzarri (1986)
- La valle di pietra, regia di Maurizio Zaccaro (1991)
- Romanzo di un giovane povero, regia di Ettore Scola (1995)
- Puccini e la fanciulla, regia di Paolo Benvenuti (2008)

### Televisione
- La montagna dei diamanti, regia di Jeannot Szwarc (1991)
- Davide (David), regia di Robert Markowitz (1997)
- Salomone (Salomon), regia di Roger Young (1997)
- Geremia il profeta (Jeremiah), regia di Harry Winer (1998)
- Ester, regia di Raffaele Mertes (1999)
- Jesus, regia di Roger Young (1999)
- Giulio Cesare (Julius Caesar), regia di Uli Edel (2002)
- Mafalda di Savoia, regia di Maurizio Zaccaro (2006)
- 'O professore, regia di Maurizio Zaccaro (2008)
- Lo smemorato di Collegno, regia di Maurizio Zaccaro (2009)
- Le ragazze dello swing, regia di Maurizio Zaccaro (2010)
- Pietro Mennea - La freccia del Sud, regia di Ricky Tognazzi (2015)

## Premi e riconoscimenti
- Ciak d'oro
  - 1993 - Migliori costumi - La valle di pietra